# Páramocatamenia
De Páramocatamenia (Catamenia homochroa) is een zangvogel uit de familie Thraupidae (tangaren).

## Verspreiding en leefgebied
Deze soort telt 3 ondersoorten:
- C. h. oreophila: noordelijk Colombia.
- C. h. homochroa: van noordelijk Colombia en noordwestelijk Venezuela tot noordwestelijk Bolivia.
- C. h. duncani: centraal en zuidelijk Venezuela en noordelijk Brazilië.